# Leonardo Ribeiro de Almeida
Leonardo Eugénio Ramos Ribeiro de Almeida (ur. 19 września 1924 w Santarém, zm. 18 stycznia 2006 w Lizbonie) – portugalski polityk i prawnik, dwukrotny przewodniczący Zgromadzenia Republiki, minister obrony narodowej w latach 1985–1987.

## Życiorys
Ukończył studia prawnicze na Uniwersytecie Lizbońskim, praktykował jako adwokat. W 1974 po rewolucji goździków dołączył do Partii Socjaldemokratycznej, pod koniec lat 70. objął funkcję przewodniczącego krajowej komisji politycznej PSD. Był posłem do konstytuanty, a następnie deputowanym I, II, III, V i VI kadencji.
Wchodził w skład Najwyższej Rady Sądownictwa oraz Rady Państwa. Od stycznia 1980 do października 1980 oraz od listopada 1982 do maja 1983 pełnił funkcję przewodniczącego Zgromadzenia Republiki. W latach 1985–1987 sprawował urząd ministra obrony narodowej w rządzie Aníbala Cavaco Silvy.

## Odznaczenia
- Krzyż Wielki Orderu Infanta Henryka (1993)[5]
- Wielki Oficer Orderu Narodowego Zasługi (Francja, 1990)[6]
- Krzyż Wielki Orderu Honoru (Grecja, 1990)[6]